# Lo Chambon (Ardecha)
Le Chambon és un municipi francès situat al departament de l'Ardecha i a la regió d'Alvèrnia-Roine-Alps. L'any 2017 tenia 46 habitants.

## Demografia

### Població
El 2007 la població de fet de Le Chambon era de 54 persones. Hi havia 34 famílies de les quals 19 eren unipersonals (8 homes vivint sols i 11 dones vivint soles), 11 parelles sense fills i 4 parelles amb fills.
Habitants censats

### Habitatges
El 2007 hi havia 96 habitatges, 32 eren l'habitatge principal de la família, 59 eren segones residències i 6 estaven desocupats. 93 eren cases i 2 eren apartaments. Dels 32 habitatges principals, 28 estaven ocupats pels seus propietaris i 4 estaven llogats i ocupats pels llogaters; 4 tenien dues cambres, 6 en tenien tres, 9 en tenien quatre i 13 en tenien cinc o més. 11 habitatges disposaven pel capbaix d'una plaça de pàrquing. A 17 habitatges hi havia un automòbil i a quatre n'hi havia dos o més.

## Economia
El 2007 la població en edat de treballar era de 29 persones, 13 eren actives i 16 eren inactives. De les 13 persones actives 12 estaven ocupades (9 homes i 3 dones) i 1 aturada (1 home). De les 16 persones inactives 8 estaven jubilades, 2 estaven estudiant i 6 estaven classificades com a «altres inactius».